# Miltochrista scripta
Miltochrista scripta är en fjärilsart som beskrevs av Walker 1864. Miltochrista scripta ingår i släktet Miltochrista och familjen björnspinnare. Inga underarter finns listade i Catalogue of Life.